# Freddy Got Fingered
Freddy Got Fingered (Freddy el colgao en España y Fuera de casa en Hispanoamérica) es una película estadounidense de comedia de 2002 dirigida, coescrita y protagonizada por Tom Green. El filme sigue a Green como Gordon "Gord" Brody, un vago de 28 años que aspira a convertirse en un caricaturista profesional. La historia del filme se asemeja a los esfuerzos de Green cuando era joven para lograr televisar su show, que se convertiría más adelante en The Tom Green Show, transmitido por MTV.

## Argumento
La película sigue al caricaturista desempleado de 28 años Gordon "Gord" Brody, quien persigue su ambición de toda la vida de obtener un contrato para una serie animada de televisión. Brody se encamina a Hollywood y subsecuentemente consigue un trabajo en una fábrica de sándwiches de queso. Gord logra hablar con Dave Davidson, el director ejecutivo de un gran estudio de animación, y le muestra sus dibujos; a pesar de notar que los dibujos son "bastante buenos", Davidson desengaña la idea de Gord de un "Gato de Rayos-X", declarándolo "jodidamente estúpido".
Gord, descorazonado, renuncia a su empleo y vuelve a casa de sus padres, molestando a su padre Jim.

## Reparto
- Tom Green como Gord Brody.
- Rip Torn como Jim Brody.
- Marisa Coughlan como Betty.
- Eddie Kaye Thomas como Freddy Brody.
- Harland Williams como Darren.
- Anthony Michael Hall como Sr. Davidson.
- Julie Hagerthy como Julie Brody.
- Jackson Davies como Sr. Malloy.
- Connor Widdows como Andy Malloy.
- John R. Taylor como el granjero.
- Bob Osborne como el granjero.
- Fiona Hogan como la embarazada.
- George Gordon como el doctor.
- Ron Selmour como guardia de seguridad.
- Drew Barrymore como recepcionista de Davidson.
- David Neale como hombre del restaurante.
- Scott Heindl como hombre del restaurante.
- Wendy Chmelauskas como mujer del restaurante.
- R. Nelson Brown como Larry el camionero.
- Allan Gray como camarero.
- Lorena Gale como psiquiatra y trabajadora social.
- Simon Longmore como policía con la trabajadora social.
- Giacomo Baessato como chico enfadado.
- Eric Keenleyside como Foreman.
- Shaquille O'Neal como Shaquille.
- Darren More como cliente.
- Rick Tae como guardia de seguridad.
- Noel Fisher como gerente de Pimply.
- Irene Karas como policía en el restaurante.
- Ted Friend como reportero local.
- Balinder Johal como mujer hindú.
- Kamaljeet Kler como mujer hindú.
- Ralph Wagner como piloto del helicóptero.

## Crítica
El filme fue duramente criticado al momento de su lanzamiento, con muchos considerándolo uno de los peores filmes de todos los tiempos. Ganó cinco Premios Golden Raspberry (los anti-Óscar) de ocho nominaciones, así como el Premio de la Dallas-Fort Worth Film Critics Association a la Peor película. El crítico Roger Ebert le dio en una review de cero estrellas de cuatro. El filme adquirió el estatus de culto y eventualmente recibió mejores críticas, más notablemente por el New York Times, Metacritic, IFC.com y Splitsider. A pesar de fallar con las ventas en taquilla, el filme se volvió un éxito financiero al vender millones de copias en DVD.